# 노먼 하트넬

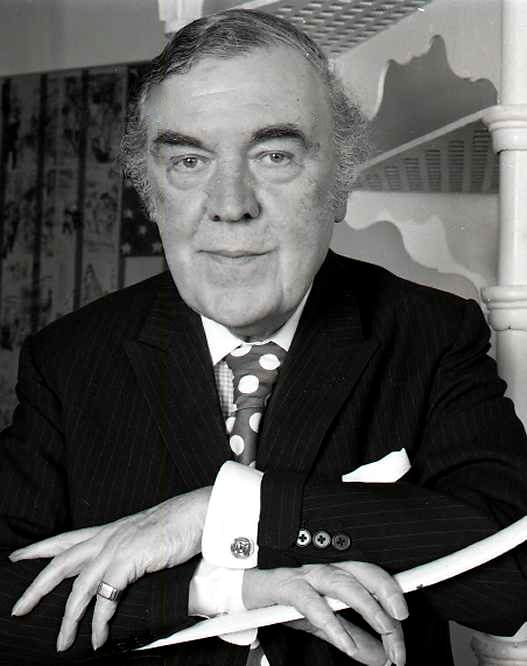

노먼 하트넬(Norman Hartnell, 1901년 6월 12일 ~ 1979년 6월 8일)은 영국의 주도적인 패션 디자이너이다. 영국의 왕가의 숙녀들을 위해 일했다. 하트넬은 1940년에 엘리자베스 보우스라이언의 드레스메이커로서, 또 1957년에 엘리자베스 2세의 드레스메이커로서 왕실 조달 허가증을 받았다.

## 영화
- 지난 여름 갑자기